# Megaselia anterospinosa
Megaselia anterospinosa är en tvåvingeart som beskrevs av Borgmeier 1962. Megaselia anterospinosa ingår i släktet Megaselia och familjen puckelflugor. Inga underarter finns listade i Catalogue of Life.